# Anahuac (danza)

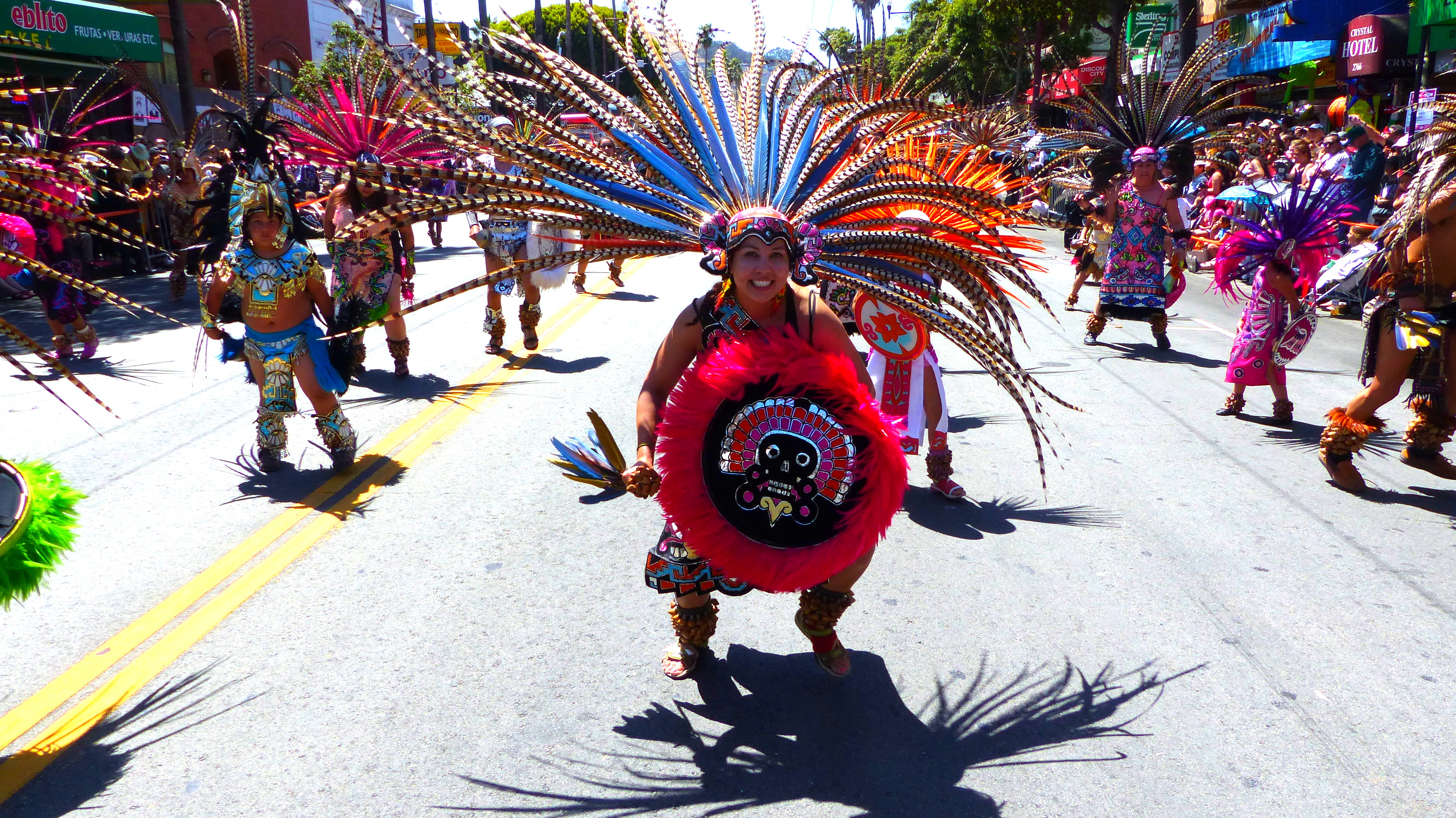
Parata dell'Ollin Anahuac Traditional Aztec Dance Group al Carnevale di San Francisco, 2014.

La Danza Anahuac  anche Danza Azteca di Anahuac che  è una danza sacra della Valle dell'Anahuac, pratica antica della cultura mesoamericana risalente circa alla fine I secolo d. C.

## Descrizione
La danza Anuhuac è  una danza indigena evocativa che con movimenti ritmati precisi e con un linguaggio verbale specifico, si credeva creasse dimensioni spirituali dirette con la Divinità.

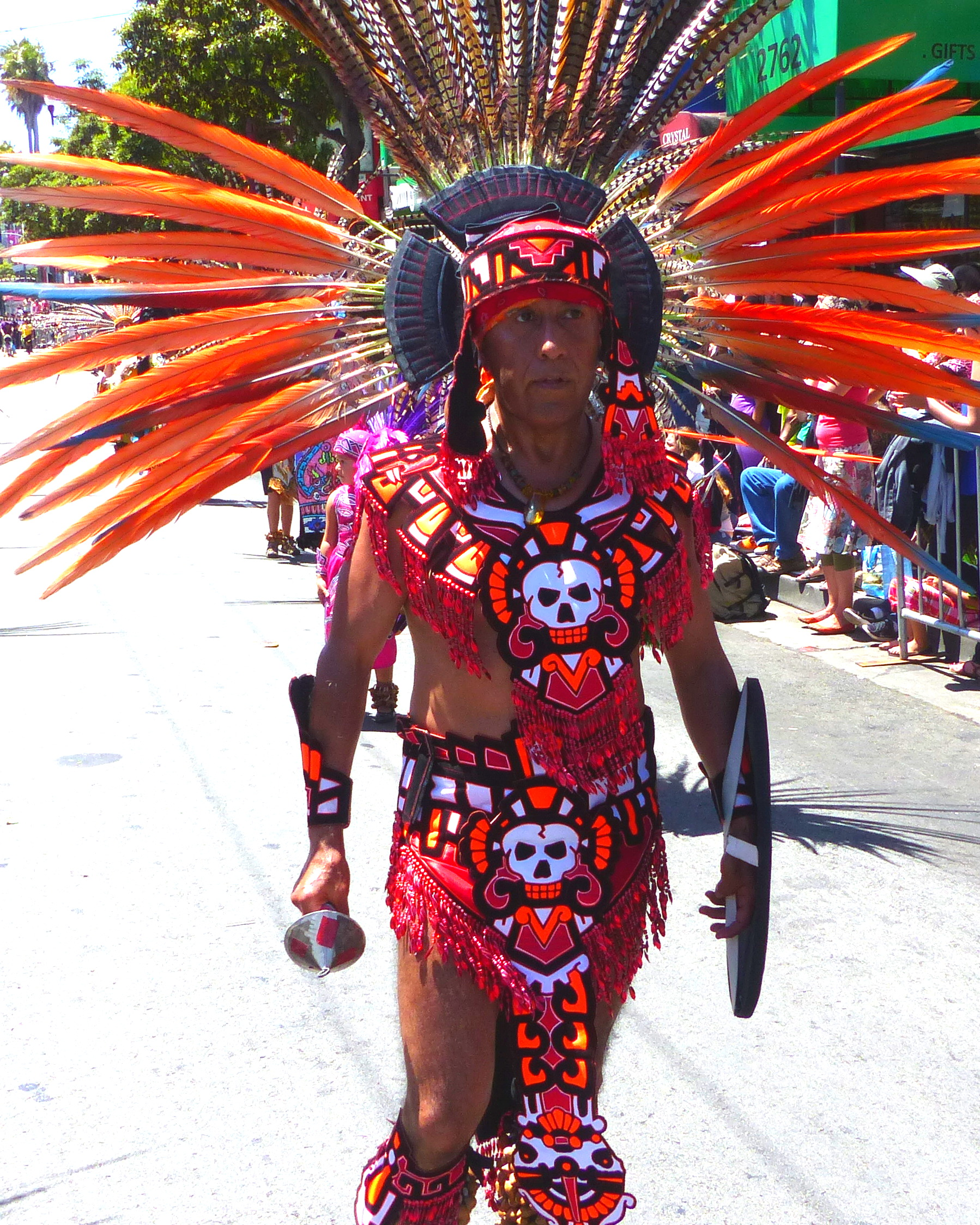
Ballerino con costume di piume rosse.

La preghiera e il ringraziamento agli dei avveniva con la danza stessa ed i movimenti dei ballerini generavano l'energia cosmica necessaria all'equilibrio delle cose; il tutto rafforzato dalla suggestiva musica.

## Nella cultura popolare
La tradizione indigene della danza Anahuac è ancora oggi solida nelle festività e nei carnevali in diversi paesi del centro America.